# Huncutka
A Huncutka (eredeti cím: Curly Sue) 1991-ben bemutatott amerikai filmvígjáték, James Belushi, Alisan Porter és Kelly Lynch főszereplésével. A film forgatókönyvírója és rendezője John Hughes, zeneszerzője Georges Delerue. A film végén hallható You Never Know című dalt Ringo Starr komponálta.
A film volt az első és egyetlen olyan film, amelyet Hughes rendező a Warner Brosnál készített, továbbá ez volt Hughes utolsó rendezése. Ebben a filmben debütált Steve Carell filmszínész, aki legközelebb csak a 2003-as A minden6óban tűnt fel.
Az Amerikai Egyesült Államokban 1991. október 25-én, Magyarországon pedig 1992. április 24-én mutatták be a mozikban.

## Cselekmény
|  | Alább a cselekmény részletei következnek! |

Bill Dancer (James Belushi) és lánya, Huncutka (Alisan Porter), hajléktalan, kisstílű bűnözők, akik kisebb csalásokból tartják fenn magukat. Céljuk nem a profit, hanem a mindennapi megélhetés. A páros Detroitból Chicagóba költözik, ahol legújabb célpontjuk a gazdag, szép és elvált ügyvédnő, Grey Ellison (Kelly Lynch). Elhitetik vele, hogy Mercedesével elütötte Billt, teszik ezt annak a reményében, hogy így meghívja őket vacsorára. A terv beválik és Grey meghívja őket vacsorára a lakásába, ahol megfürödhetnek és meleg helyen alhatnak. Grey vőlegénye azonban nem örül a vendégeknek. Miután kiderül a csalás, Grey megkéri őket, hogy maradjanak addig, amíg szükséges. Bill meg van győződve arról, hogy ez a legmegfelelőbb hely Huncutka számára, de neki hiányzik a nomád élet. Ennek ellenére Bill megpróbál munkát találni. Grey vőlegénye eközben azon mesterkedik, hogy eltávolítsa őket Grey közeléből. Kapcsolatait felhasználva Billt börtönbe, Huncutkát pedig árvaházba juttatja.
|  | Itt a vége a cselekmény részletezésének! |

## Szereplők
| Szereplő         | Színész              | Magyar hang    |
| ---------------- | -------------------- | -------------- |
| Bill Dancer      | James Belushi        | Gáti Oszkár    |
| Huncutka         | Alisan Porter        | Vadász Bea     |
| Grey Ellison     | Kelly Lynch          | Kovács Nóra    |
| Walker McCormick | John Getz            | Ujréti László  |
| Bernard Oxbar    | Fred Dalton Thompson | Gruber Hugó    |
| Maitre d'        | Cameron Thor         | Kerekes József |
| Albert           | Branscombe Richmond  | N/A            |
| Anise Hall       | Gail Boggs           | N/A            |
| Tesio            | Steve Carell         | N/A            |
| Trina            | Viveka Davis         | Kiss Erika     |
| Dr. Maxwell      | Burke Byrnes         | Izsóf Vilmos   |
| Mrs. Arnold      | Barbara Tarbuck      | Kassai Ilona   |
| Frank Arnold     | John Ashton          | Vajda László   |

- További magyar hangok: Csankó Zoltán, Csuja Imre, Molnár Piroska, Némedi Mari, Simon György, Uri István

## Díjak és jelölések
| Év   | Díj                | Kategória                                     | Jelölt        | Eredmény |
| ---- | ------------------ | --------------------------------------------- | ------------- | -------- |
| 1993 | Young Artist Award | Legjobb fiatal színésznő főszerepben, filmben | Alisan Porter | Elnyerte |

## Filmzene
- Ringo Starr – You Never Know
- 2YZ feat. Terry Wood – Innocent Believer
- 2YZ feat. Andrea Salazar és Kenyetta Vaughn – Git Down
- Yacht Club Swing
- Thirty-Five-Thirty
- You're Nobody Till Somebody Loves You
- Dudley Do-Right
- Merrily We Roll Along